# Севастополь (броненосец)
«Севасто́поль» — последний корабль в серии из трёх несколько отличающихся друг от друга эскадренных броненосцев типа «Полтава». Всю свою недолгую службу провёл на Дальнем Востоке, став одной из многочисленных жертв русско-японской войны.
Своё название броненосец получил в память об обороне Севастополя во время Крымской войны. Впоследствии это имя носил новый линейный корабль Балтийского флота.

## Основные характеристики и описание конструкции
Водоизмещение нормальное по проекту — 10 960 дл.т, реальное — 11 500 т.
Размерения: длина между перпендикулярами — 108,7 м, по ватерлинии — 112,5 м, наибольшая — 114,3 м; ширина — 21,34 м; осадка носом — 7,6 м, кормой — 7,9 м, в полном грузу фактическая — до 8,6 м.
Бронирование (сталеникелевая броня): главный пояс 368—254 мм (у нижней кромки 184—127 мм; гарвеевская броня в центральной части), верхний пояс 127 мм, бронепалуба 51—76 мм, башни и барбеты главного калибра 254 мм, башни и барбеты среднего калибра 127 мм, рубка 229 мм.
Вооружение: четыре 305/40-мм орудия в двух башнях (по 58 выстрелов на ствол), двенадцать 152/45-мм пушек Канэ (четыре спаренные башенные установки и четыре орудия в батарее; по 200 выстрелов на ствол); двенадцать 47-мм и 28 37-мм пушек Гочкиса; два десантных 63,5-мм орудия Барановского; два 457-мм и четыре 381-мм торпедных аппарата; 50 сфероконических мин.
Мощность машин фактическая без форсировки 9368 инд.л. с., средняя скорость на испытаниях 15,3 уз. Запас угля нормальный 700 или 900 т, полный 1050, 1200 или 1500 т (данные разнятся); дальность плавания 10-уз ходом при запасе 900 т — 2800 миль, 1200 т — 3750 миль, 15-уз ходом при полном запасе — 1750 миль.
Экипаж: 21—27 офицеров и 605—625 нижних чинов.

## История службы

### Постройка и испытания
«Севастополь» был начат строительством в марте 1892 года в старом эллинге на Галерном островке. Строительством руководили корабельные инженеры Е. П. Андрущенко и Н. И. Афанасьев. Официальная закладка всех трёх кораблей типа «Полтава», а также концептуально более раннего броненосца «Сисой Великий» состоялась 7 мая 1892 года (здесь и далее даты даны по старому стилю). На церемонии присутствовали император Александр III, наследник престола цесаревич Николай Александрович, управляющий Морским ведомством великий князь Алексей Александрович.
Спущен на воду броненосец был позже своих систершипов — 20 мая 1895 года. После достройки на плаву в 1898 году корабль перешёл в Кронштадт, где была установлена броня и артиллерия.
16 октября 1899 года «Севастополь» вышел на официальные испытания, которые пришлось прервать из-за аварии рулевого привода. Зиму он провёл в Либаве, готовясь к повторным испытаниям. На трёхчасовой пробе механизмов 11 июля 1900 года была якобы показана средняя скорость 16,41 уз при мощности машин 9368 индикаторных л. с. и водоизмещении 11 249 т. По другим данным, на семичасовых испытаниях при той же мощности броненосец развил только 15,3 уз, что представляется куда более вероятным (возможно, в первой цифре допущена ошибка и надо читать 15,41 уз): два других корабля серии развивали больше 16 узлов при мощности, примерно на 2000 л. с. большей, чем указана для «Севастополя».

### Предвоенные годы

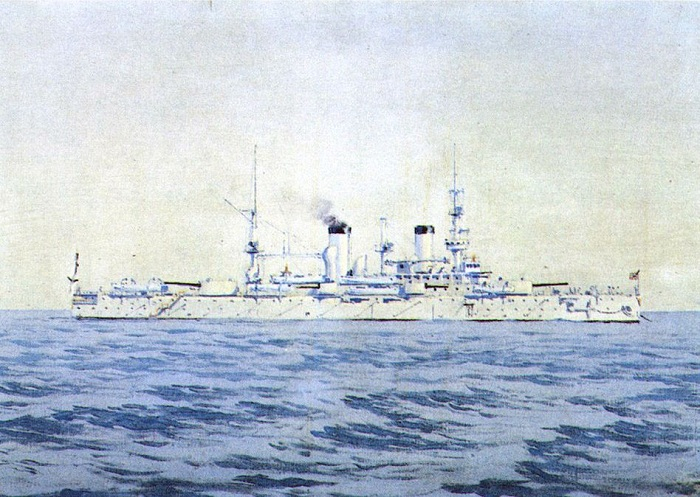
Броненосец «Севастополь», Н. К. Арцеулов

3 октября 1900 года «Севастополь» начал переход с Балтики на Дальний Восток, изредка пересекаясь с «Полтавой» в иностранных портах. В Порт-Артур корабль прибыл 31 марта 1901 года и сразу занялся ремонтом механизмов вкупе с боевой подготовкой. По донесению начальника эскадры вице-адмирала Н. И. Скрыдлова, машины «Севастополя» находились в «бедственном состоянии». Постоянные ремонты позволяли поддерживать их в работоспособном состоянии, но не более того.
В 1902 году корабль ходил в Нагасаки, Иокогаму и Токио, выполняя функцию яхты Великого князя Бориса. В том же году участвовал в 600-мильном испытательном пробеге кораблей эскадры из Нагасаки в Порт-Артур и ожидаемо пришёл последним. Неожиданным триумфом для «Севастополя» стали торпедные стрельбы, в которых броненосец занял первое место.
В декабре 1903 года 55 матросов из десантной роты «Севастополя» под командованием лейтенанта Климова были направлены в корейский порт Чемульпо для охраны миссии русского посланника в Корее действительного статского советника А. И. Павлова. После начала войны по распоряжению посланника миссия была свёрнута, и под охраной моряков дипломаты с семьями поднялись на борт французского стационера «Паскаль». Впоследствии эти матросы вместе с командиром были интернированы в Шанхае.

### Начальный период русско-японской войны
Во время внезапного нападения японцев на эскадру, стоявшую на внешнем рейде Порт-Артура, «Севастополь», которым командовал капитан 1 ранга Н. К. Чернышев, не пострадал. Утром 27 января он вместе с прочими неповреждёнными кораблями участвовал в 40-минутном бою с японской эскадрой, выпустив по неприятелю десять 305-мм и 65 152-мм фугасных снаряда и получив три попадания. 6- или 8-дюймовый снаряд, разорвавшийся во второй дымовой трубе, разнёс её на треть окружности; осколками был разбит вельбот, пробиты два вентилятора котельного отделения и машинный кожух. Ещё два снаряда, на этот раз мелкого калибра, в двух местах повредили мостик и пробили вентилятор под ним. Ранения получили два человека.
На следующий день при входе в гавань произошло столкновение «Полтавы» и «Севастополя», не причинившее, впрочем, сколько-нибудь существенных повреждений.
26 февраля японцы впервые бомбардировали Порт-Артур перекидным огнём, выпустив около 150 крупных снарядов. В числе слегка повреждённых кораблей был и «Севастополь». 9 марта русские броненосцы вели на большой дистанции почти безрезультатную перестрелку с японским флотом, вновь открывшим перекидной огонь по порту и городу.
13 марта во время эволюций эскадры броненосец «Пересвет» ударил носом в корму замешкавшегося «Севастополя», повредив ему обшивку и правый гребной винт. Вице-адмирал С. О. Макаров счёл виновным в аварии командира «Севастополя» Н. К. Чернышева и 16 марта назначил на его место капитана 2 ранга Н. О. фон Эссена, до этого командовавшего крейсером «Новик». Отсутствие сухого дока вынудило производить ремонт на плаву с помощью кессона, который начали лишь после гибели С. О. Макарова, хотя скорость корабля была ограничена 10 узлами. Во время ремонта перебрали правую машину (левую успели перебрать перед войной).
После гибели С. О. Макарова командование эскадрой временно принял наместник адмирал Е. И. Алексеев, поднявший флаг на «Севастополе» (позднее флагманом нового начальника эскадры контр-адмирала В. К. Витгефта стал закончивший ремонт броненосец «Цесаревич»). 2 апреля во время очередной перестрелки с японскими кораблями сломался станок одного из 305-мм орудий носовой башни «Севастополя», починить который так и не удалось, а прислать по железной дороге ему на замену станок с «Сисоя Великого» не успели.
Во время ремонта с корабля сняли четыре 152-мм пушки. Две из них составили батарею на высоте «218 саж.» полуострова Ляотешань, а ещё две отправили было по железной дороге на Цзиньчжоускую позицию, но быстро вернули обратно.

### Сражение в Жёлтом море
10 июня эскадра в полном составе (шесть броненосцев и пять крейсеров, в том числе один броненосный, а также миноносцы) вышла в море, намереваясь прорываться во Владивосток, но, отойдя недалеко от Порт-Артура, встретилась с японской эскадрой в составе четырёх броненосцев, четырёх броненосных и восьми бронепалубных крейсеров, не считая устаревших кораблей и миноносцев. Начальник эскадры В. К. Витгефт решил вернуться обратно, ссылаясь на отсутствие у многих русских кораблей значительной части артиллерии среднего калибра, снятой для усиления береговой обороны. На подходе к внешнему рейду «Севастополь» отклонился от протраленного фарватера и в 21.35 носовой частью левого борта подорвался на мине. Через пробоину размерами 3,6×4 м проникло много воды, однако детонации боезапаса, как это ранее случилось с «Петропавловском», не произошло. В погребе 152-мм снарядов, правда, возник пожар, но он был быстро залит поступающей водой, затопившей также соседнюю угольную яму. Корабль получил крен на левый борт в 5°, который спрямили затоплением отсеков правого борта. Корабль своим ходом дошёл до бухты Белый Волк и стал на якорь под берегом, где в полной темноте избежал атак японских миноносцев. Потери команды ограничились одиннадцатью ранеными.
Для исправления повреждений по совету Н. Н. Кутейникова воспользовались кессоном, ранее построенным для ремонта «Ретвизана». В ночь с 25 на 26 июня при отжигании повреждённых листов обшивки возник пожар, который потушили с помощью портового судна «Силач», при этом погибло двое и пострадало 28 человек. К 25 июля броненосец вошёл в строй.
28 июля в 10.30 эскадра, отпустив тралящий караван, вновь вышла в море; к этому времени большая часть ранее снятых 152-мм орудий была установлена на место. «Севастополь» и «Полтава», имевшие полный комплект орудий, замыкали колонну русских броненосцев, шедшую со скоростью 12—13 узлов курсом SO 55°. Через час на востоке показались главные силы японцев. Силы противников были почти такими же, как прошлый раз: у русских отсутствовал броненосный крейсер «Баян», подорвавшийся на мине и стоявший на ремонте в доке, у японцев — 4-й боевой отряд бронепалубных крейсеров и броненосный крейсер «Асама», присоединившийся к своим силам лишь к концу боя.
Сражение, известное как «бой в Жёлтом море», началось в 12.20 на дистанции 80 каб. В первой фазе в бортовую броню «Севастополя» попал один снаряд, но пробить её не смог. Ближе к концу сражения броненосец пострадал сильнее. Снаряд, попавший в броню около правой кормовой 152-мм башни, вывел из строя электрическую подачу боеприпасов, и их пришлось подавать вручную через верхнюю палубу, что привело к большому числу осколочных ранений. В 17.35 на корабле начались пожары, но их быстро погасили. Имелись попадания в боевую рубку, дымовые трубы и фок-мачту.
Когда флагманский «Цесаревич» вышел из строя, командир «Севастополя» Н. О. Эссен решил таранить противника, однако в этот момент в кожух дымовой трубы попал снаряд, повредивший пароотводные трубки, и корабль на время лишился паров в одном из котельных отделений, в результате и без того невысокий ход упал до 8 уз. В результате предполагавшаяся попытка тарана сорвалась, и броненосец вместе с почти всей эскадрой вернулся в Порт-Артур.
В течение дня «Севастополь» выпустил 78 305-мм и 323 152-мм снаряда (одиннадцать 305-мм бронебойных, 37 152-мм сегментных по миноносцам во время возвращения в Порт-Артур, остальные фугасные). Из артиллерии корабль потерял одно 152-мм и два 47-мм орудия, из личного состава — одного умершего от ран и 61 ранеными (в том числе двух офицеров).

### Осада и гибель
Хотя через неделю после возвращения в Порт-Артур все серьёзные повреждения кораблей были устранены, новых попыток прорыва или хотя бы активных действий эскадра более не предпринимала. Лишь Н. О. Эссен на совещании 6 августа предлагал выйти в море и попытаться потопить, пусть и ценой гибели всех оставшихся кораблей, хотя бы одного-двух «японцев», чтобы облегчить положение направлявшейся на Дальний Восток Второй Тихоокеанской эскадры. Тем не менее, остальные участники совещания предпочли все оставшиеся силы употребить на защиту крепости, а корабли фактически превратить в плавучие батареи.
7 августа для отражения штурма с «Севастополя» свезли десантную роту из 180 человек под командованием мичманов Петрова и Бухе; в первом же бою из них погибло 11 и было ранено 45 человек. Кроме того, экипаж «Севастополя» отвечал за оборону Ляотешаня (две батареи, одно 210-мм, шесть 152-мм и 13 мелких орудий, три прожектора и 123 человека прислуги). За период с 30 июля по 9 августа было выпущено 24 305-мм и 98 152-мм фугасных и девять 152-мм сегментных снарядов, почти все по наземным целям (лишь 9 августа обстрелу подвергся старый японский броненосец «Фусо»).
10 августа «Севастополь» вышел из гавани на обстрел японских позиций. На борту находилось всего около 300 человек команды, поэтому боеприпасы были заранее подняты к орудиям, а погреба тщательно задраены.
Сразу по выходе на внешний рейд были замечены броненосные крейсера «Ниссин» и «Касуга», три крейсера типа «Мацусима», старый бывший китайский броненосец «Чин Иен Го», две канонерки, пароход и до 28 миноносцев. Впереди «Севастополя» шли четыре миноносца с тралами, позади — ещё два, чтобы отмечать протраленный фарватер буйками. Как только русский отряд двинулся вперёд, «Ниссин» и «Касуга» открыли огонь, находясь на расстоянии 90 каб. С такой дистанции попасть можно было только случайно. «Севастополь» огня не открывал, так как его пушки стреляли максимум на 70 каб. Через некоторое время японцы отошли к Дальнему.
Около 11 часов сначала миноносцы, а затем и «Севастополь» открыли огонь по берегу. Выпустив с дистанции около 35 каб семь 305-мм и 60 152-мм снарядов, броненосец заставил замолчать одну из батарей, насчитывающую 8—10 орудий. Сам он за это время получил попадание 120-мм снарядом, разорвавшимся на палубе без серьёзных последствий. К этому моменту «Ниссин» и «Касуга» вернулись и вновь начали обстрел, на этот раз с 75 каб. Поскольку теперь им удалось пристреляться, Н. О. Эссен принял решение возвращаться в Порт-Артур.
На обратном пути, сбившись с фарватера (чему способствовало сильное течение, сносившее буйки, и малый ход броненосца, затруднявший его удержание на курсе), «Севастополь» подорвался на мине, и снова в районе носовой башни, хотя на этот раз ближе к корме. Были затоплены две угольные ямы, два патронных погреба 152-мм и 47-мм боезапаса и зарядный погреб главного калибра. Корабль сильно осел носом и остановился, но через час, по-прежнему находясь под огнём противника, возобновил движение и в 13.50 стал на якорь в Западном бассейне. Этот выход стал, по сути, последним активным действием русской эскадры.
До отражения августовского штурма «Севастополь» вместе с «Полтавой» стоял на огневой позиции в Восточном бассейне, и лишь в конце месяца с помощью кессона был начат его ремонт. Для защиты от падавших под большим углом японских снарядов верхняя палуба была засыпана толстым слоем шлака, накрытым 13-мм стальными листами, а вдоль бортов были установлены боны.
Ремонт закончился лишь 24 октября. К тому времени японцы уже начали обстреливать город и порт из 280-мм осадных гаубиц, и «Севастополь» успел получить пять попаданий их снарядами, не считая более мелких. Одну из 305-мм пушек, стоявшую на неисправном станке, передали на «Полтаву», у которой такое орудие было повреждено осколками. После завершения ремонта броненосец вновь участвовал в перекидной стрельбе по осадным батареям, выпустив с 28 октября по 16 ноября 63 305-мм снаряда.
9 ноября состоялось очередное совещание, на котором последний раз обсуждалась возможность выхода в море, при этом оказалось, что выйти могут только «Победа», «Полтава» и «Севастополь», причём на последнем ещё не установили внутренние переборки в районе заделанной пробоины, а у «Победы» почти не оставалось снарядов главного калибра. Попытку выхода сочли бессмысленной.
22 ноября первой погибла «Полтава», а к 25 ноября из крупных кораблей исправным оставался только «Севастополь». И только после этого начальник отряда (в который была переименована эскадра) Р. Н. Вирен дал согласие на выход броненосца на внешний рейд. Ночью корабль перешёл в бухту Белый Волк, где начал готовиться к прорыву блокады, для чего требовалось установить демонтированные 152-мм орудия, и это при том, что сначала на борту находилось всего около 100 человек команды. На следующий день численность экипажа довели до 300 человек, установили противоторпедные сети, приступили к погрузке угля и боезапаса, а также начали сооружать вокруг броненосца бон. Штатные сети не защищали нос и корму, поэтому носовую часть защитили навесными сетями, но корму пришлось оставить открытой. Н. О. Эссен предполагал в одну из ближайших ночей попытаться прорваться в море и пойти на соединение со 2-й Тихоокеанской эскадрой, которая в это время находилась в районе Мадагаскара.
Выход «Севастополя» японцы заметили не сразу, выпустив утром 26 ноября по месту его старой стоянки свыше 300 280-мм снарядов. Днём, когда погода прояснилась, его наконец-то обнаружили, и адмирал Х. Того решил атаковать его миноносцами, держась с главными силами южнее Порт-Артура.
В ночь на 27 ноября шесть японских миноносцев 9-го и 15-го отрядов выпустили торпеды, но с такой большой дистанции, что это осталось незамеченным. В следующую ночь в атаку ходили миноносцы 10, 14, 15 и 20-го отрядов, но им пришлось вернуться из-за сильного северного ветра. Атаке в ночь на 29 ноября вновь помешала плохая погода, хотя три миноносца 15-го отряда и два судна из партии заграждения издалека обстреляли русский корабль торпедами.
В ночь на 30 ноября японцы перешли к более решительным действиям. В атаку пошли 7 миноносцев 14 и 20-го отрядов, а также два минных катера с броненосцев «Микаса» и «Фудзи»; их прикрывал 10-й отряд миноносцев. Русский корабль охраняли канонерская лодка «Отважный» и семь миноносцев — всё, что осталось от эскадры. Бон всё ещё не был готов, и одна из торпед взорвалась в носовой навесной сети, вызвав трещины в подводной обшивке длиной до 0,9 м, из-за чего оказалось затопленным отделение подводных минных аппаратов. Два японских миноносца и оба катера были повреждены. По мнению русских моряков, один миноносец был потоплен 305-мм снарядом, хотя японцы этого не признают, сообщая лишь о серьёзных повреждениях миноносца № 64, приведённого в базу на буксире.
В ночь на 1 декабря японцы решили попробовать атаковать с помощью малых миноносцев (до этого использовались сравнительно крупные корабли водоизмещением 109—152 т), входивших в состав Третьей эскадры. Первый же выход 10, 6 и 12 отряда закончился потерей: миноносец № 53 подорвался на плавающей мине у входа в бухту Белый Волк и затонул со всем экипажем (три офицера и 15 матросов). Выпущенные японцами торпеды снова прошли мимо.
В ночь на 2 декабря японцы бросили в бой почти все имеющиеся силы: 2, 6, 9, 10, 12, 14, 15, 16 и 21 отряды в составе 23 миноносцев, а также минный катер с «Фудзи». Атака началась после захода луны, при этом шёл снег. Было выпущено около 30 торпед, большинство из которых взорвались о бон и в противоторпедных сетях. Снова от близкого взрыва была повреждена обшивка в носовой части. Катеру с «Победы» под командованием квартирмейстера Апалинова вроде бы удалось торпедировать японский миноносец, ещё один — № 42 — был потоплен торпедой с миноносца «Сердитый», которым командовал лейтенант С. И. Дмитриев 5-й. Повреждения получили также миноносцы № 49, 56, 58, «Аотака», «Кари», «Цубаме» и «Хато». «Севастополь» за ночь выпустил девять 305-мм и 41 152-мм снаряд. На берегу утром нашли 15 торпед, из которых извлекли около полутора тонн мелинита и пироксилина.
Лишь в следующей атаке, ночью 3 декабря, японцам сопутствовал успех. Девять миноносцев 2, 14 и 21 отрядов добились двух попаданий в бортовую сеть, из-за которых была повреждена обшивка и оказался затопленным ряд отсеков. Но фатальной оказалась третья торпеда, попавшая в незащищённую корму. По японским данным именно торпеда парового катера с броненосца Микаса попала в цель. В результате её взрыва затопило рулевое отделение и смежные отсеки. Кроме того, японцам удалось повредить торпедой миноносец «Сторожевой», а при взрыве торпеды, попавшей в броненосец, погиб паровой катер.
За все атаки японцы выпустили около 80 торпед, потеряли два миноносца (№ 42 и 53), а ещё 13 были серьёзно повреждены (часть из них до конца войны в строй так и не вошла).
Крен броненосца, несмотря на контрзатопление, доходил до 8 градусов, однако он, уже не имея возможности выйти в море, продолжал выполнять функцию плавучей батареи, а его командир был назначен начальником Ляотешаньского отдела обороны крепости. Последнюю стрельбу по противнику «Севастополь» провёл 19 декабря, а вечером был получен приказ о затоплении оставшихся на плаву судов в связи со сдачей крепости. На следующий день броненосец, на котором не действовал руль и имелось всего 40 человек экипажа, был с помощью парохода «Силач» выведен на глубокую воду и затоплен на 50-метровой глубине, где и покоится по сей день. Все остальные крупные корабли русской эскадры, за исключением погибшего на мине «Петропавловска», были японцами подняты и введены в строй.
В японский плен попал 31 офицер и 507 матросов из команды «Севастополя». Минному офицеру лейтенанту Басову удалось сохранить Андреевский флаг, под которым броненосец сражался в бою 28 июля. Этот флаг находился «в совершенно избитом виде от неприятельских осколков, но, как геройское знамя, его решено сохранить в память доблестного корабля в стенах колыбели русского флота — в здании Морского кадетского корпуса».

Последняя фотография броненосца «Севастополь», сделанная после торпедного попадания 3 декабря 1904 г. Отчётливо виден крен на правый борт.

## Командиры
- 1892—1894 — капитан 1-го ранга Скрягин, Сергей Александрович
- 01.01.1894 — 02.04.1895 — капитан 1-го ранга Остелецкий, Константин Степанович
- 02.04.1895 — хх.хх.1896 — капитан 1-го ранга Дикер, Ричард Робертович[1]
- хх.хх.1896 — 10.11.1897 — капитан 1-го ранга Гаупт, Николай Александрович
- 10.11.1897 — 04.10.1898 — капитан 1-го ранга Молас, Пётр Павлович
- 04.10.1898 — хх.хх.1901 — капитан 1-го ранга Мельницкий, Аркадий Александрович
- 1902—1903 — капитан 1-го ранга Феодосьев, Пётр Петрович
- 01.09.1903 — 13.03.1904 — капитан 1-го ранга Чернышёв, Николай Кузьмич
- 17.03.1904 — 18.12.1904 — капитан 2-го ранга (с 07.06.1904 капитан 1-го ранга) фон Эссен, Николай Оттович

### Список офицеров броненосца на момент осады Порт-Артура
- Командир — капитан 2-го ранга (с 07.06.1904 капитан 1-го ранга) Н. О. Эссен
- Ст. офицер — капитан 2-го ранга Бахметев (Бахметьев) Николай Иванович (погиб 13.11.1904 при отражении штурма на батарее литера Б)
- Ст. офицер — лейтенант А. И. Бестужев-Рюмин
- Ст. штурманский офицер — лейтенант И. И. Ислямов
- Ст. минный офицер — лейтенант А. М. Басов
- лейтенант Василисин, Николай Петрович (взят в плен)
- лейтенант Н.Толбухин (взят в плен)
- мичман П. Н. Барановский (взят в плен)
- мичман Ф. А. Бухе (взят в плен)
- мл.штурм.офицер — прапорщик А. П. Пуккит (взят в плен)
- механик В. П. Улановский (взят в плен)
- механик А. Попов (взят в плен)
- мл.механик Третьяков
- мл.инженер-механик В. И. Белов

## «Севастополь» в моделизме
Издательством «Орёл» (г. Херсон, Украина) в журнале «Бумажное моделирование» № 5[когда?]

 выпущена картонная сборная модель корабля в масштабе 1:200.